# Namnlöstjärnen (Norsjö socken, Västerbotten)
Namnlöstjärnen är en sjö i Norsjö kommun i Västerbotten och ingår i Skellefteälvens huvudavrinningsområde.